# Templo de Deméter (Agrigento)
El Templo de Deméter, en romano Ceres, fue un antiguo templo griego dedicado a Deméterren la ciudad de Acragas, Sicilia, Italia. Las ruinas del templo forman ahora parte de la iglesia de San Biagio de la ciudad de Agrigento, y se encuentran cerca del yacimiento arqueológico conocido como el Valle dei Templi («Valle de los Templos»), al sureste de la ciudad actual.

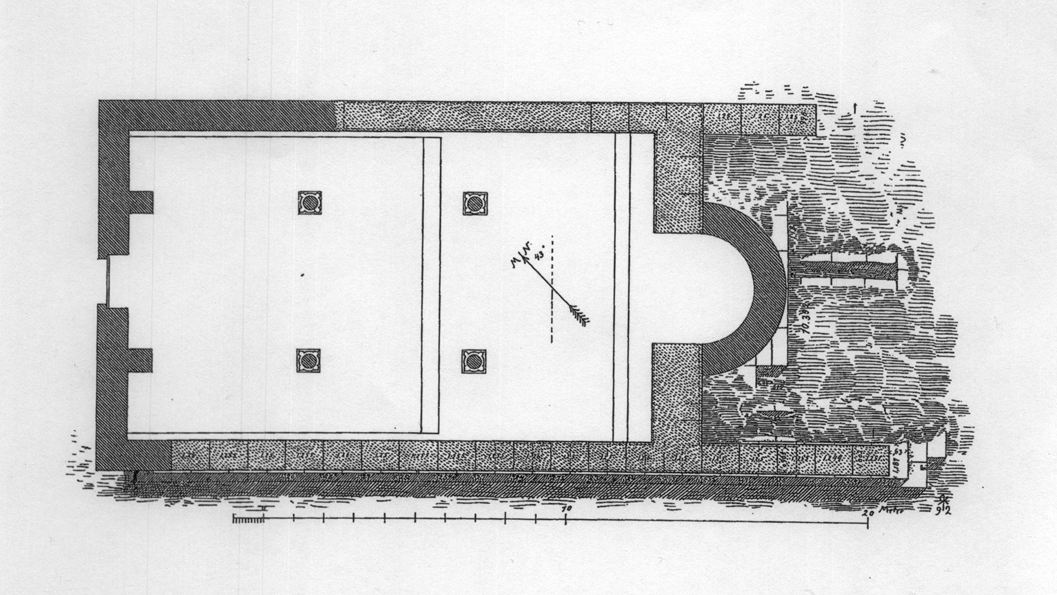
Planta de la iglesia de San Biagio. Las partes más claras son del templo original, las más oscuras son posteriores.

El templo se construyó a principios del período clásico, hacia 480-460 a. C. Estaba situado en el flanco oriental de la zona urbana de Acragas, en la ladera inferior de la colina de Atenea, la acrópolis más alta de la ciudad. Era de estilo dórico y medía aproximadamente 13,3 × 30,2 metros. Los normandos, que gobernaron Sicilia en la Edad Media, convirtieron el núcleo del templo, el naos, en la iglesia de San Biagio. Las demás partes del templo, como el peristilo, no han llegado hasta nuestros días.
Cerca, un poco más al sur, justo fuera de las murallas de la ciudad, había otro santuario dedicado a Deméter, de origen prehelénico. Constaba de dos cuevas naturales en las que fluía el agua. Allí se han encontrado numerosos exvotos de terracota dedicados a Deméter y Perséfone.